# Daniel Chester French
Daniel Chester French (n. 20 aprilie 1850 – d. 7 octombrie 1931), unul dintre cei mai prolifici și aclamați sculptori americani ai sfârșitul secolului al 19-lea și începutului secolului al 20-lea, este cel mai bine cunoscut publicului larg pentru designul sculpturii monumentale al celui de-al șaisprezecelea președinte al Statelor Unite ale Americii, Abraham Lincoln, realizată în 1920 și aflată la loc de frunte în complexul Lincoln Memorial, Washington, D.C..

## Viață și carieră
French s-a născut în Exeter, în  New Hampshire, ca fiu al lui Henry Flagg French (1813–1885), magistrat (avocat și judecător), Assistant US Treasury Secretary și autor al unei cărți despre asanarea terenurilor inundabile,  și soția sa, Anne Richardson.   În 1867, familia French s-a mutat în Concord, de asemenea în  Massachusetts  unde i-a avut vecini și prieteni pe Ralph Waldo Emerson și Familia Alcott.  Decizia sa de a de a deveni sculptor a fost influențat de Louisa May Alcott, sora lui May Alcott.